# Al Qaida in de Islamitische Maghreb

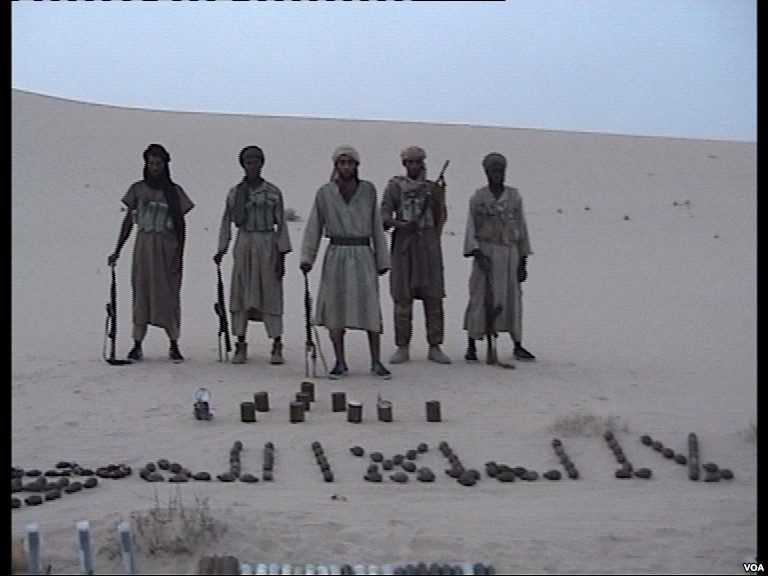
AQIM-strijders in de woestijn in Algerije

Al Qaida in de Islamitische Maghreb (AQIM, meestal AQMI via Frans al-Qaïda au Maghreb islamique) (Arabisch: تنظيم القاعدة في بلاد المغرب الإسلامي Tanẓīm al-Qā‘idah fī Bilād al-Maghrib al-Islāmī) is een Algerijns islamitische terroristische organisatie. Haar oorspronkelijke doel was het omverwerpen van het Algerijnse regime teneinde in Algerije een islamitische staat te vestigen.
De groep hangt de Salafijja-stroming binnen de islam aan. AQIM is de opvolger van de Groupe Salafiste pour la Prédication et le Combat (GSPC). In 2006 sloot de GSPC zich aan bij het wereldwijde terroristennetwerk van Al Qaida, in 2002 veranderde de GSPC haar naam in "Al Qaida in de Islamitische Maghreb".

## Ontstaan van AQIM
AQIM is voortgekomen uit de GSPC, die op haar beurt weer een afsplitsing is van de Groupe Islamique Armé (GIA). De GSPC werd in 1998 opgericht door Hassan Hattab, een voormalig lid van de Groupe Islamique Armé. De GSPC scheidde zich af van de GIA omdat zij het niet eens was met de door de GIA gepleegde massamoorden op burgers. Na Hattab nam Nabil Sahraoui de leiding over, deze Sahraoui kwam in juni 2004 om tijdens een gevecht met het Algerijnse leger en politie. Sinds 2004 is de leiding van de GSPC en daarna AQIM in handen van Abu Musab Abdel Wadoud (1970), Wadoud is ook bekend onder de naam Abdelmalek Droukdal.
De GSPC was in haar beginjaren vooral actief in de periferie van de Kabylië, een bergachtig gebied in het noorden van Algerije. De terreurgroep maakte zich schuldig aan aanslagen op het Algerijnse leger, de Algerijnse politie en Algerijnse autoriteiten. Vanaf 2003 werden ook burgers steeds vaker het doelwit van de GSPC/AQIM.

## Aansluiting bij Al Qaida
Al in 2003 zei de GSPC de terroristische activiteiten van Al Qaida te steunen. In september 2006 sloot de GSPC zich aan bij het wereldwijde terroristennetwerk van Al Qaida, in januari 2007 veranderde de groep haar naam in "Al Qaida in de Islamitische Maghreb". Of de AQIM en Al Qaida ook daadwerkelijk samenwerken of dat het alleen gaat om een symbolische aansluiting is niet met zekerheid te zeggen, wel is het aantal door AQIM uitgevoerde aanslagen sinds begin 2007 sterk toegenomen. De huidige AQIM is actief in Algerije, Tunesië, Marokko, Mali, Mauritanië, Niger en Libië. Cellen van AQIM zijn ook actief in West-Europa, met name in Frankrijk en de Verenigde Staten. Net als de meeste islamitische terroristische organisaties die banden hebben met Al Qaida kent AQIM in het land van herkomst een hiërarchische structuur, de regionale groepen heten 'katibats'. Buiten Algerije kent de AQIM een celstructuur. Geschat wordt dat het huidige AQIM zo'n 4.000 leden heeft.

## Doelstelling
AQIM hangt het salafisme aan, het salafisme streeft naar een strikte naleving van de Koran gelijk de begintijd van de islam in de 7e eeuw na Chr. In aanvang wilden de GSPC en later de AQIM de seculiere regering van Algerije omverwerpen om op het grondgebied van Algerije een islamitische staat te vestigen. De doelen van AQIM hebben zich voortdurend verbreed, AQIM stelt zich nu ten doel alle in hun ogen afvallige regimes uit Noord-Afrika te verdrijven. Onder afvallige regimes verstaat de AQIM: regimes die niet gebaseerd zijn op de islam en de sharia. Verder voert AQIM een globale jihadistische strijd tegen westerse landen die volgens de AQIM de islam en de islamitische identiteit in gevaar brengen, dit zijn alle West-Europese landen en Amerika. Ook wil de AQIM Spanje verdrijven uit de enclaves Ceuta en Melilla in Marokko en het gebied Al-Andalus in Spanje 'heroveren'.

## Activiteiten
De AQIM houdt zich bezig met jihadistisch terrorisme, zelf zien zij hun strijd als een guerrillastrijd. De activiteiten van de AQIM bestaan onder andere uit:
- Het ontvoeren van westerse toeristen, dit gebeurt vooral in het zuiden van Algerije. Voor deze ontvoerden wordt vervolgens losgeld gevraagd. In 2003 was de voorloper van AQIM, de GSPC, verantwoordelijk voor de ontvoering van 32 Europese toeristen in Algerije. De gijzelaars werden door het Algerijnse leger bevrijd.
- Zelfmoord- en bomaanslagen in Algerije.
- Terreuraanslagen en guerrillaoorlogvoering tegen het Algerijnse leger en de Algerijnse politie.
- Liquidatie van Algerijnse politieke leiders.

Om aan geld te komen houdt AQIM zich bezig met smokkel (van wapens en goederen) en het witwassen van geld. Verder ontvangt AQIM donaties van Algerijnse emigranten die in Europa wonen.

### Recente aanslagen
Sinds 2007 pleegde AQIM onder andere de volgende aanslagen:
| Datum         | Beschrijving                                           | Locatie                                                | Slachtoffers |
| ------------- | ------------------------------------------------------ | ------------------------------------------------------ | ------------ |
| 15 jan. 2016  | Aanslagen en een gijzeling                             | Ouagadougou, Burkina Faso                              | 27 doden     |
| 20 nov. 2015  | Gijzeling in een hotel                                 | Bamako, Mali                                           | 21 doden     |
| 02 juli 2015  | Aanslag op VN-konvooi                                  | Goundam, Mali                                          | 6 doden      |
| 20 aug. 2008  | Aanslag op een legerkazerne                            | Bouira, Algerije                                       | 11 doden     |
| 19 aug. 2008  | Zelfmoordaanslag op een politieschool                  | Issers, Algerije                                       | 43 doden     |
| 17 aug. 2008  | Aanslag op militairen                                  | Skida, Algerije                                        | 11 doden     |
| 10 aug. 2008  | Zelfmoordaanslag op een politiepost                    | Zemmouri el-Bahri, Algerije                            | 8 doden      |
| 5 juni 2008   | Aanslag in een kazerne                                 | Cap Djinet, Algerije                                   | 6 doden      |
| febr. 2008    | Moord op grenswachten                                  | Al-Wadi regio, Algerije                                | 8 doden      |
| 11 dec. 2007  | Twee bomaanslagen met auto's vol explosieven           | VN-gebouw en Constitutionele Raad in Algiers, Algerije | 41 doden     |
| 8 sept. 2007  | Aanslag op een kazerne                                 | Dellys, Algerije                                       | 32 doden     |
| 6 sept. 2007  | Zelfmoordaanslag gericht tegen de Algerijnse president | Batna, Algerije                                        | 22 doden     |
| 11 juli 2007  | Zelfmoordaanslag op een kazerne                        | Lakhdaria, Algerije                                    | 10 doden     |
| 11 april 2007 | Aanslag op het hoofdkwartier van de Algerijnse premier | Algiers, Algerije                                      | 33 doden     |